# Monochamus basigranulatus
Monochamus basigranulatus là một loài bọ cánh cứng trong họ Cerambycidae.